# Tindfell
Tindfell är ett berg i republiken Island. Det ligger i regionen Austurland, 400 km öster om huvudstaden Reykjavík. Toppen på Tindfell är 886 meter över havet.
Trakten runt Tindfell är nära nog obefolkad, med mindre än två invånare per kvadratkilometer. Trakten runt Tindfell består i huvudsak av gräsmarker.